# Notre jour viendra
Pour plus de détails, voir Fiche technique et Distribution.
Notre jour viendra est un film français réalisé par Romain Gavras sorti le 15 septembre 2010.

## Synopsis
Patrick et Rémy n'ont ni langue, ni pays, ni armée : ils sont roux. Ensemble ils vont combattre le monde et sa morale, dans une quête hallucinée vers l'Irlande et la liberté.

## Fiche technique
- Titre : Notre jour viendra
- Réalisation : Romain Gavras
- Scénario : Romain Gavras et Karim Boukercha
- Musique : SebastiAn, Rachmaninoff
- Production : Vincent Cassel et Éric Névé
- Casting : Christel Baras
- Directeur de la photographie : Andre Chemetoff
- Ingénieur du son : Erwan Kerzanet
- Montage : Benjamin Weill
- Genre : comédie dramatique
- Pays de production :  France
- Langue : français
- Société de production : Les Chauves Souris, en association avec Cinémage 4
- Distribution : UGC Distribution
- Budget : 1 000 000 €
- Box-office France : 34 925 entrées[1]
- Durée : 95 minutes
- Date de sortie : 
  - France : 15 septembre 2010
- Film interdit aux moins de 12 ans lors de sa sortie en salles

## Distribution
- Vincent Cassel : Patrick
- Olivier Barthélémy : Remy
- Justine Lerooy : Natacha
- Vanessa Decat : Vaness

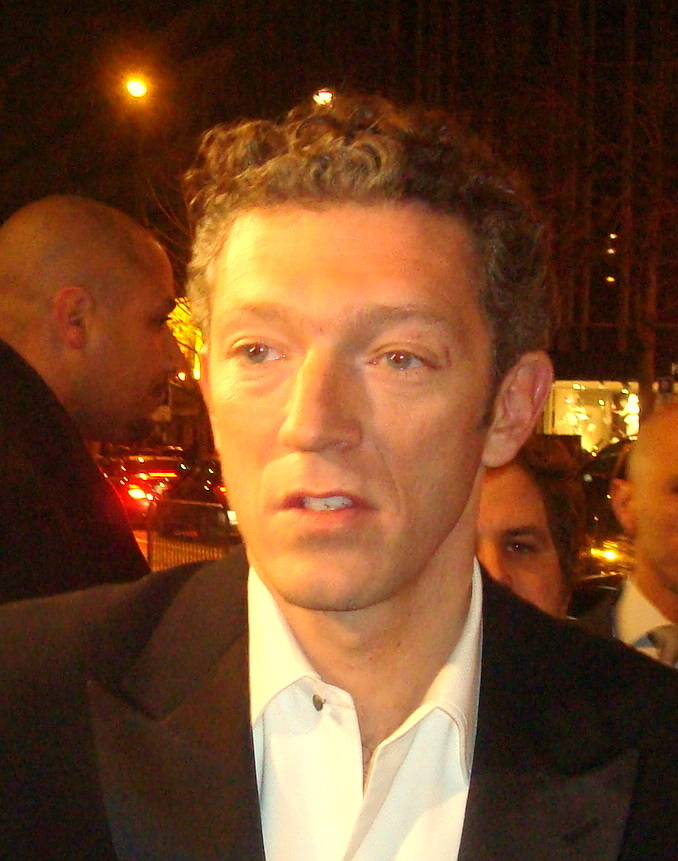
L'acteur principal Vincent Cassel l'année de tournage du film.

- Boris Gamthety : Serge (comme Boris Gamthety 'Byron')
- Rodolphe Blanchet : Joël
- Chloé Catoen : La petite fille rousse
- Sylvain Le Minez : L'otage
- Pierre Boulanger : Le réceptionniste
- Julie Vergult : Léa
- Mathilde Braure : La mère de Rémy
- Camille Rowe : La fille anglaise no 1
- Joséphine de La Baume : La fille anglaise no 2 (comme Joséphine de La Baume)
- Alexandra Dahlström : La fille anglaise no 3

## Autour du film
- Vincent Cassel et Olivier Barthélémy se retrouvent après Sheitan, Mesrine - L'ennemi public n°1 et les courts métrages Les frères Wanted de Kim Chapiron (Réalisateur de Sheitan).
- Le film fut distribué dans 44 salles en France et a enregistré 20 368 entrées en première semaine, finissant son exploitation avec seulement 34 925 entrées[1].
- Le titre du film est sans doute inspiré par le slogan des Républicains nord-irlandais Tiocfaidh ár lá.
- Le titre du film initialement prévu était Les Seigneurs[2].
- Vincent Cassel apparaît dans ce film, le crâne, la barbe et les sourcils complètement rasés pour les besoins du film[2].
- La violence verbale et physique du film lui vaut une interdiction au moins de 12 ans lors de sa sortie en salle.
- Ce film contient plusieurs acteurs non professionnels qui lui vaut d'être comparé à l'oeuvre de Bruno Dumont.